# Macidula
Macidula (łatkorka, sznurkorka, sznurkarz) – postać występująca w grupie przebierańców noworocznych z okolic Żywca (Dziady Żywieckie).
Jej strój składa się z drewnianej maski i ubrania ponaszywanego miejsce przy miejscu kolorowymi frędzlami z pasków materiału. Jej rekwizytem jest wypchany królik, którym uderza napotykanych mieszkańców.